# Rocallarga (Ivars de Noguera)
La Rocallarga és una serra situada al municipi d'Ivars de Noguera a la comarca de la Noguera, amb una elevació màxima de 559 metres.